# Umatilla, Oregon
Umatilla là một thành phố trong Quận Umatilla, tiểu bang Oregon,  Hoa Kỳ. Nó được đặt tên theo Sông Umatilla chảy vào Sông Columbia bên hông thành phố. Con sông được đặt tên theo Bộ lạc Umatilla. Thành phố nằm ở phía nam của Sông Columbia, và nằm trên Quốc lộ Hoa Kỳ 730. Kho Hóa chất Umatilla, và Cơ sở Phá hủy Tác nhân Hóa học Umatilla nằm cách thành phố bốn dặm Anh về phía tây nam, phía đông bắc chỗ tiếp giáp hai xa lộ liên tiểu bang I-84 và I-82. Dân số là 4.978 theo Điều tra Dân số Hoa Kỳ năm 2000. Ước tính năm 2006 là 6.385 cư dân.

## Lịch sử
Bưu điện đầu tiên của Umatilla được thiết lập ngày 26 tháng 9 năm 1851. Thị trấn hiện tại được Timothy K. Davenport thị sát năm 1863, và thị trấn được tổ chức thành thành phố Umatilla Landing năm 1864.
Sự quan trọng xưa nhất của Umatilla là trung tâm phân phối và buôn bán bên Sông Columbia trong cơn sốt vàng thập niên 1860 và thập niên 1870 ở miền đông Oregon. Nó vẫn còn là trung tâm thương mại chính cho đến thập niên 1880.
Kho Hóa chất Umatilla mở năm 1941 để phục vụ Chiến tranh thế giới thứ hai. Nhiệm vụ của kho hóa chất này là cất giữ và duy trì đủ loại hàng quân sự từ mền đến chất nổ. Nhà kho này nhận chứa vũ khí hóa học năm 1962. Từ năm 1990 đến 1994 cơ sở này được tái tổ chức để chuẩn bị từ từ đóng cửa, đưa hết tất cả chất nổ thông thường và dự trữ đến các cơ sở khác. Ngày nay, vũ khí hóa học là những thứ duy nhất vẫn còn chứa tại nhà kho này.

## Địa lý
Umatilla nằm ở vị trí 45°55′4″B 119°19′35″T / 45,91778°B 119,32639°TĐã đưa tham số không hợp lệ vào hàm {{#coordinates:}} (45.917668, -119.326400)1. Nó nằm 30 dặm Anh về phía tây bắc của Pendleton, 2 dặm Anh về phía tây của I-82.
Theo Cục Điều tra Dân số Hoa Kỳ, thành phố có tổng diện tích là 9,7 km² (3,7 mi²). 9,1 km² (3,5 mi²) là đất và 0,5 km² (0,2 mi²) hay 5,63% là nước.